# Hapalopilaceae
Hapalopilaceae är en familj av svampar. Hapalopilaceae ingår i ordningen Polyporales, klassen Agaricomycetes, divisionen basidiesvampar och riket svampar.
Kladogram enligt Dyntaxa:
| Hapalopilaceae | \| \| Bjerkandera \| \| \| \| |
|                | \| \| Bjerkandera \| \| \| \| |
|                | Albatrellaceae                |
|                |                               |
|                | Atheliaceae                   |
|                |                               |
|                | Boreostereaceae               |
|                |                               |
|                | Corticiaceae                  |
|                |                               |
|                | Epitheliaceae                 |
|                |                               |
|                | Fomitopsidaceae               |
|                |                               |
|                | Ganodermataceae               |
|                |                               |
|                | Meripilaceae                  |
|                |                               |
|                | Meruliaceae                   |
|                |                               |
|                | Phanerochaetaceae             |
|                |                               |
|                | Podoscyphaceae                |
|                |                               |
|                | Polyporaceae                  |
|                |                               |
|                | Sistotremataceae              |
|                |                               |
|                | Sparassidaceae                |
|                |                               |
|                | Steccherinaceae               |
|                |                               |
|                | Tubulicrinaceae               |
|                |                               |
|                | Bjerkandera                   |
|                |                               |

|  | Bjerkandera |
|  |             |

## Bildgalleri

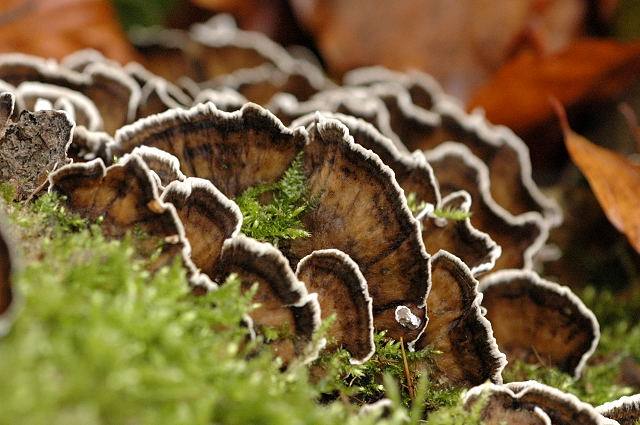